# Ikšķile (przystanek kolejowy)
Ikšķile – przystanek kolejowy w Ikšķile, w gminie Ikšķile, na Łotwie. Znajduje się na linii kolejowej Ryga – Krustpils.

## Historia
Stacja została otwarta w 1863 roku.